# Das Gender-Paradoxon
Das Gender-Paradoxon ist der Titel eines 2016 erschienenen Sachbuchs des deutschen Evolutionsbiologen Ulrich Kutschera. Es trägt den Untertitel Mann und Frau als evolvierte Menschentypen. Der Autor führt die sozialkonstruktivistische Gender-Lehre auf die Schriften des neuseeländischen Psychologen John Money zurück und möchte die These der Existenz eines unabhängig vom biologischen Geschlecht bestehenden psychosozialen Geschlechtes widerlegen.

## Inhalt
Das Buch umfasst 445 Druckseiten (mit 75 Abbildungen) und besteht aus den folgenden zehn Kapiteln: 1. Einleitung: Was ist Sex? Darwinischer Feminismus und die Moneyistische Gender-Ideologie; 2. Leihmutter-Menschenzucht, Gender-Kreationismus und die Ideologisierung der Biologie; 3. Alfred Russel Wallace als Frauenrechtler und hessische Gender Studies in Aktion; 4. Die Schopenhauer-Darwin’sche Weiber-Analyse, akademische Gender-Frauen 2015 und die männliche Vererbungskraft; 5. August Weismanns Freiburger Sex-Theorie und die Neo-Darwin’sche Gleichwertigkeit von Mann und Frau; 6. Vom Körperbau zum Genom: Mann und Frau als evolvierte Menschentypen mit ausgeprägtem Sexual-Dimorphismus; 7. Geschlechterspezifische Embryonen, das Kleinkind-Verhalten und die vorgeburtlich festgelegte erotische Veranlagung; 8. Erzwungene Geschlechter-Identität: David Reimer (1965–2004) als Opfer auf dem Altar der Moneyistischen Gender-Religion 2015; 9. Die Berliner Gender-Debatte 2015 und der pflanzliche Super-Homosex; 10. Epilog: Gender-Biomedizin und der Psychoterror der Moneyistisch indoktrinierten Mann-Weiber
Im letzten Kapitel (10) werden die wesentlichen Resultate des Haupttextes mit Verweis auf die Thesen von Judith Butler zusammenfassend dargestellt, wobei u. a. die Frage, warum es keine „Freudenhäuser für Frauen“ (mit männlichen Dienstleistungsanbietern) gibt, ausführlich thematisiert wird. Das Buch endet mit einem Glossar (Kleines Sex & Gender-ABC); dort werden alle Schlüsselbegriffe, von der Anisogamie bis zur Zygote, kurz definiert.

## Entstehungsgeschichte
Im Vorwort begründet der Autor, warum er dieses Werk verfasst hat, wobei er hervorhebt, dass der Text auf der 4. Auflage seines Lehrbuchs Evolutionsbiologie (2015) aufbaue. Nachdem Kutschera am 13. April 2015 im Humanistischen Pressedienst (hpd) einen provokativen Kurzbeitrag zur Gender-Problematik mit dem Titel „Universitäre Pseudowissenschaft“ veröffentlicht hatte, der vom hpd daraufhin gesperrt worden ist, setzte eine Serie von Medienanfragen ein. In einem Beitrag auf Spiegel Online vom 4. September 2015 mit dem Titel „Professor gegen Genderforschung“ kündigte Kutschera ein Buch zum Gender-Paradoxon für Anfang 2016 an; er werde damit „die letzten Nägel in den Sarg der Gender-Ideologie schlagen.“ Die erste Auflage erschien im Februar 2016, eine inhaltlich ergänzte Neuauflage kam Anfang 2018 auf den Markt. Im Vorwort der zweiten Auflage verweist Kutschera auf die Wissenschaftsfreiheit, um seine umstrittenen Thesen zu rechtfertigen.

## Rezeption
Der Freiburger Biologe Hubert Rehm publizierte im Journal Spektrum der Wissenschaft eine ausführliche Besprechung. Er charakterisiert das Buch als „informativ und kurzweilig“, sieht aber dennoch eine Reihe inhaltlicher Schwächen. Der Biologiehistoriker Armin Geus rezensierte die zweite Auflage von Kutscheras Sachbuch im rechtspopulistischen Blog Philosophia perennis in positiven Worten und bezeichnet das Werk als „zuverlässiges, quellengestütztes Handbuch, auf das niemand verzichten sollte, der sich ernsthaft an der (Geschlechter)-Debatte beteiligen möchte.“
Ein Arbeitskreis des Marburger Zentrums Gender Studies und feministische Zukunftsforschung bezeichnete Kutscheras Argumente und Aussagen als wissenschaftlich unfundiert und unhaltbar. Kutscheras Polemiken nähmen darüber hinaus verschwörungstheoretische Dimensionen an. Auch die Berliner Professorin Kerstin Palm kritisierte in der Zeitschrift L’Homme das Buch scharf; am Buch falle „der wiederholte Rückgriff auf veraltete, längst empirisch revidierte Forschungsliteratur ins Auge, und auch der aktuelle, komplexe Kenntnisstand in der Biologie wird nicht in der gebotenen Bandbreite rezipiert.“

## Ausgabe
- Das Gender-Paradoxon. Mann und Frau als evolvierte Menschentypen. LIT, Berlin 2016, ISBN 978-3-643-13297-0.